# آخرین کلمات ژولیوس سزار

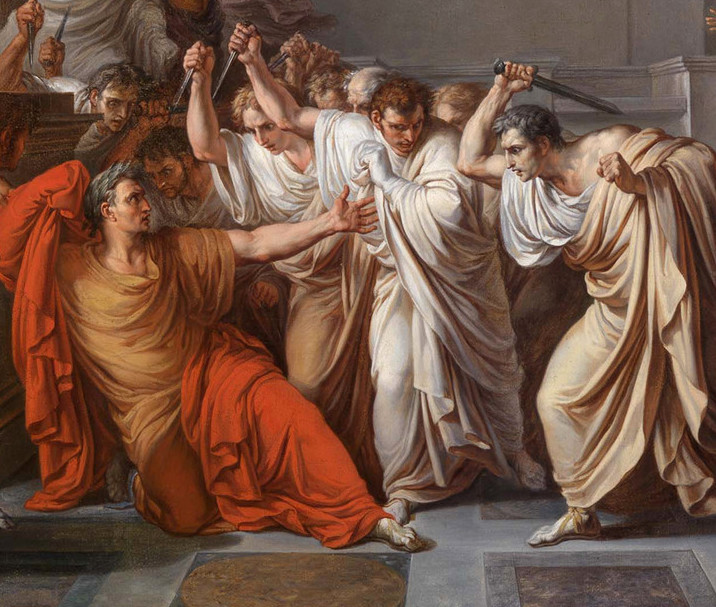
بخشی از مرگ ژولیوس سزار (۱۸۰۶ میلادی) اثر وینچنزو کاموچینی. در این نگاره، سزار را می‌توان دید که به بروتوس خیره شده‌است.

آخرین سخنان ژولیوس سزار مورد مناقشه است. وقایع نگاران باستان عبارات مختلفی را گزارش کرده‌اند و نویسندگان پساکلاسیک در مورد عبارات و تفسیر آن‌ها به تفصیل توضیح داده‌اند. دو نظریه متداول که در اوایل قرن دوم پس از میلاد رایج بودند این است که او چیزی نگفت یا به یونانی گفت تو هم، فرزند (به یونانی: kaì sý, téknon).
ترجمه لاتین ویلیام شکسپیر از این عبارت، تو هم، بروتوس؟ (به لاتین: Et tu, Brute?)، در نمایشنامه ژولیوس سزار در فرهنگ مدرن بیشتر شناخته شده‌است، اما در منابع باستانی یافت نمی‌شود.